# Nazareth, Belgien
Nazareth är en kommun i Belgien.   Den ligger i provinsen Östflandern och regionen Flandern, i den västra delen av landet, 50 km väster om huvudstaden Bryssel. Antalet invånare är 11 255.
Omgivningarna runt Nazareth är en mosaik av jordbruksmark och naturlig växtlighet. Runt Nazareth är det tätbefolkat, med 356 invånare per kvadratkilometer.